# Bonfoh Abass
El-Hadj Bonfoh Abass pronunciaciónⓘ (literalmente ahb-ASS-BOHN-foh) (Kabou, Región de Kara, Togolandia francesa, 23 de noviembre de 1948 - Kabou, Región de Kara, Togo, 30 de junio de 2021) fue un político togolés, que fue el presidente interino de Togo del 25 de febrero de 2005 hasta el 4 de mayo de 2005. Ha sido el presidente de la Asamblea Nacional de Togo desde 2005 hasta 2013.

## Biografía
Bonfoh nació en Kabou, prefectura de Bassar. De 1980 a 1985, fue director regional de Planificación Educativa en Kpalimé, y en agosto de 1986 se convirtió en director regional de Planificación Educativa en Kara, sirviendo en el último puesto. hasta 1999. Fue elegido para la Asamblea Nacional en las elecciones parlamentarias de marzo de 1999, respaldado como candidato del RPT en el tercer distrito de la prefectura de Bassar y ganó el escaño con 90.68 % de los votos. Fue reelegido de Bassar en las elecciones parlamentarias de octubre de 2002. En la Asamblea Nacional fue el primer relator de la Comisión de Desarrollo Socio-Cultural y fue elegido primer vicepresidente de la Asamblea Nacional. 
Fue nombrado presidente de Togo cuando el presidente Faure Gnassingbé renunció debido a la presión de la comunidad internacional en febrero de 2005. Bonfoh, entonces primer vicepresidente de la Asamblea Nacional, fue elegido presidente de la Asamblea Nacional y, por lo tanto, fue nombrado presidente interino de Togo ante una nueva elección presidencial. Bonfoh fue un fuerte partidario de Gnassingbe. Algunos de sus oponentes lo llamaron "presidente" porque su acceso temporal a la presidencia estaba destinado a permitir que Gnassingbe se convirtiera en presidente de una manera aparentemente más legítima. El 23 de abril de 2005, Bonfoh despidió al ministro del Interior por abogar por un retraso en las elecciones en medio de masivas protestas callejeras.
Gnassingbé ganó oficialmente las elecciones el 24 de abril y fue juramentado el 4 de mayo para reemplazar a Bonfoh.
En las elecciones parlamentarias de octubre de 2007, Bonfoh se presentó para la reelección a la Asamblea Nacional como el primer candidato en la lista de candidatos de la decisión del Rally Popular Togolés (RPT) en Bassar, y logró para ganar un lugar, El 24 de noviembre de 2007, fue reelegido como presidente de la Asamblea Nacional. 
Abass hizo una campaña activa para Gnassingbe antes de las elecciones presidenciales de marzo de 2010. Después de las elecciones, durante las cuales Gnassingbe fue reelegido, Abass declaró en mayo de 2010 que la gente quería "logros concretos" y que Gnassingbé los entregó. En particular, enfatizó la importancia de mejorar la disponibilidad de agua potable, educación de calidad y medicamentos, y anticipó que Gnassingbé continuará avanzando en estos temas. Abass también discutió la necesidad de avanzar en las reformas institucionales y constitucionales, anticipando que los proyectos de ley pertinentes pronto se presentarán a la Asamblea Nacional y se aprobarán rápidamente. Rechazó los rumores de una inminente disolución de la Asamblea Nacional. 
Tras las elecciones legislativas de julio de 2013, Dama Dramani, otra lealtad de Gnassingbé, fue elegida para suceder a Abass el 2 de septiembre de 2013.